# Муниципальное образование «Ирхидей»
Муниципальное образование «Ирхидей» — муниципальное образование со статусом сельского поселения в 
Осинском районе Иркутской области России. Административный центр — Ирхидей.

## Демография
По результатам Всероссийской переписи населения 2010 года 
численность населения муниципального образования составила 730 человек, в том числе 373 мужчины и 357 женщин.

## Населенные пункты
В состав муниципального образования входят населенные пункты
- Ирхидей[2]